# 亞洲主要都市網
亞洲主要都市網，全名為21世紀亞洲主要都市網（Asian Network of Major Cities 21，簡稱ANMC 21），是2000年由日本東京都知事石原慎太郎與其他三個亞洲國家主要都市首長所發起。現在是暫時中止活動的狀態。

## 簡介

### 成立目的
聯合亞洲各國大都市超越宗教及意識形態，著力於觀光、都市問題、經濟、文化等議題，以相互協助共同企劃推動之方式建構一亞太都市網，藉以跨越國家藩籬，促進亞太城市間之友誼與繁榮，並建立可供日常活用之亞洲資訊交換系統以解決亞洲大都市之共同問題。

### 會員都市
1. 泰國曼谷
2. 印度德里※
3. 越南河內
4. 中華民國（臺灣）臺北
5. 日本東京※
6. 新加坡
7. 马来西亚吉隆坡※
8. 印度尼西亞雅加達
9. 緬甸仰光
10. 菲律賓馬尼拉
11. 大韓民國首爾※
12. 蒙古国烏蘭巴托
13. 俄羅斯托木斯克

※共同提倡都市

### 年會地點
- 2001年10月：第一屆年會， 日本東京。
- 2002年11月：第二屆年會， 印度德里。
- 2003年11月：第三屆年會， 越南河內。
- 2004年11月：第四屆年會， 印度尼西亞雅加達。
- 2005年10月：第五屆年會， 中华人民共和国北京（未舉辦）。
- 2005年11月：臨時會議， 日本東京。
- 2006年4月：第五屆年會， 中華民國台北。
- 2007年11月：第六屆年會， 菲律賓馬尼拉。
- 2008年11月：第七屆年會， 马来西亚吉隆坡。
- 2009年11月 : 第八屆年會， 泰國曼谷。
- 2010年11月 : 第九屆年會， 日本東京
- 2011年10月 : 第十屆年會， 大韓民國首爾。
- 2012年6月 : 第十一屆年會， 新加坡。
- 2013年11月 : 第十二屆年會， 越南河內。
- 2014年9月 : 第十三屆年會， 俄羅斯托木斯克。

### 退出城市
- 中华人民共和国北京：原本北京也是亞洲主要都市網創始會員城市之一，但是在第四屆年會時，台北與北京爭辦2005年年會主辦權，北京贏得7票，較台北多3票，但並未贏得章程規定所需的三分之二（八票）贊成票；後來達成協議，2005年由北京主辦，2006年再由台北取得優先主辦權，其餘除了北京與台北以外的十個城市也簽署切結書，表態不爭取2006年年會主辦權。
不過，北京反對將這項協議列入共同聲明，拒絕簽署大會2004年的「雅加達宣言」並於2005年9月退出，使原定2005年秋天在北京召開的第五屆年會停擺。
所以日本於2005年11月29日召開臨時會議討論，結果決定由台北提前把2006年秋天預定舉辦的第六屆年會更改為2006年4月舉辦第五屆年會。

## 外部連結
- （日語）（英文）